# Neoclytus peninsularis
Neoclytus peninsularis là một loài bọ cánh cứng trong họ Cerambycidae.